# Episcopia
Episcopia é uma comuna italiana da região da Basilicata, província de Potenza, com cerca de 1.621 habitantes. Estende-se por uma área de 28 km², tendo uma densidade populacional de 58 hab/km². Faz fronteira com Carbone, Chiaromonte, Fardella, Latronico, San Severino Lucano.

## Demografia
| Variação demográfica do município entre 1861 e 2011                               |
|                                                                                   |
| Fonte: Istituto Nazionale di Statistica (ISTAT) - Elaboração gráfica da Wikipedia |